# Liparis dulkeiti
Liparis dulkeiti és una espècie de peix pertanyent a la família dels lipàrids.

## Hàbitat
És un peix marí, demersal i de clima polar que viu entre 10 i 360 m de fondària.

## Distribució geogràfica
Es troba al mar d'Okhotsk.

## Observacions
És inofensiu per als humans.